# Laksefjorden
Laksefjorden (płn-saam. Lágesvuotna) – fiord w Norwegii w gminie Lebesby w okręgu Troms og Finnmark. Jego długość wynosi około 75 km, co czyni go trzecim najdłuższym fiordem w kraju (po Porsangen i Varangerfjorden).
W południowej części, w pobliżu miejscowości Kunes, uchodzi do niego rzeka Stuorrajohka.
Miejscowości nad fiordem: Kunes (Gussanjárga), Bekkarfjord, Lebesby (Davvesiida), Ifjord (Idjavuotna), Veidnes.
Fiord posiada wiele odgałęzień, spośród których największe to Lille-Porsangen, Eidsfjorden, Mårøyfjorden, Bekkarfjorden, Ifjorden.